# The Mint

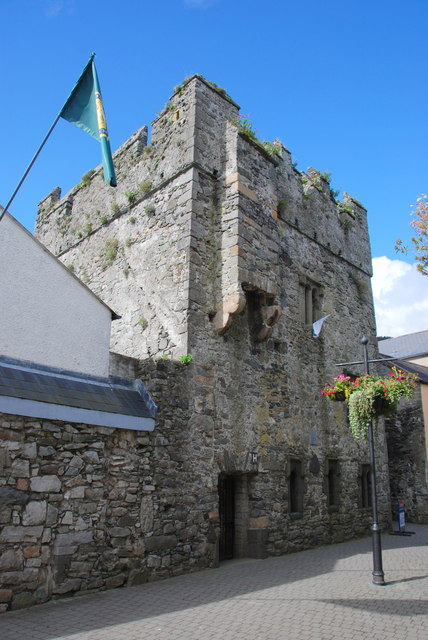
The Mint

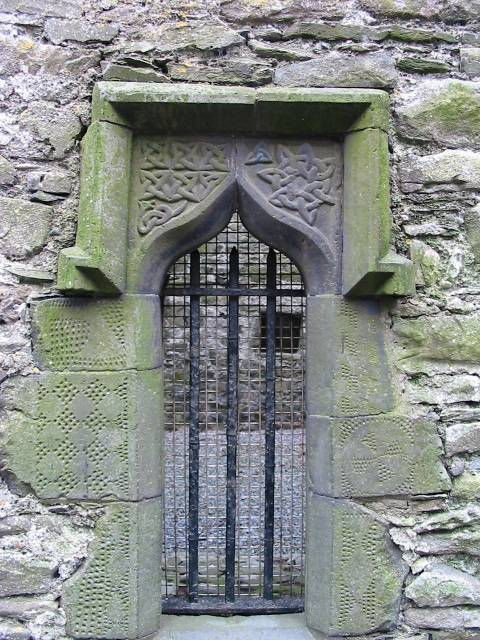
Spitzbogenfenster mit keltischen Flechtornamenten

The Mint (irisch An Mionta – dt. die Münzstätte) ist ein befestigtes Haus und ein Nationaldenkmal in der Tholsel Street, im Süden von Carlingford (irisch Cairlinn) im County Louth in Irland.
Das auch als Turmhaus bezeichnete Gebäude (eher ein Wohnturm) leitet seinen Namen von der 1467 von Edward IV. an Carlingford erteilten Lizenz ab, Münzen zu prägen. Das Haus stammt jedoch aus späterer Zeit. Es wird angenommen, dass es einer wohlhabenden Kaufmannsfamilie (vielleicht den Marmions) gehörte. Die Stärke der Mauern und das Fehlen einer Feuerstelle deuten an, dass es als Münze gedient haben könnte. Dagegen spricht, dass nie eine in Carlingford geprägte Münze gefunden wurde.
Das Gebäude ist drei Stockwerke hoch und besteht überwiegend aus Kalkstein. Auf dem Dach befindet sich ein Zinnenkranz mit Schießscharten. Ein Eingang zur Straße ist auf Dachhöhe durch eine Pechnase geschützt.
Die durch Eisengitter geschützten Spitzbogenfenster des Erdgeschosses und des ersten Stocks (insgesamt fünf) sind mit Flachreliefs versehen: Der Büste eines Mannes, eines Pferdes, eines Vogels, einer Schlange und keltischen Flechtornamenten, die ein Aufleben der keltischen Kunst im 15. Jahrhundert spiegeln. Sie haben auch Haubenleisten und Gekuppelte Fenster (englisch hood mould und englisch mullions).
The Mint ist das kleinste der drei befestigten Bauwerke in Carlingford. Die anderen beiden sind King John’s Castle und die Ruine Taaffe’s Castle.